# Microrégion d'Irecê
 (août 2024).
Si vous disposez d'ouvrages ou d'articles de référence ou si vous connaissez des sites web de qualité traitant du thème abordé ici, merci de compléter l'article en donnant les références utiles à sa vérifiabilité et en les liant à la section « Notes et références ».
La microrégion d'Irecê est l'une des cinq microrégions qui subdivisent le centre-nord de l'État de Bahia au Brésil.
Elle comporte 19 municipalités qui regroupaient 357 747 habitants en 2006 pour une superficie totale de 17 380 km2.

## Municipalités
Les dix-neuf municipalités de la microrégion d'Irecê sont :
- América Dourada
- Barra do Mendes
- Barro Alto
- Cafarnaum
- Canarana
- Central
- Gentio do Ouro
- Ibipeba
- Ibititá
- Iraquara
- Irecê
- João Dourado
- Jussara
- Lapão
- Mulungu do Morro
- Presidente Dutra
- São Gabriel
- Souto Soares
- Uibaí